# Luronium
Luronium is een geslacht uit de waterweegbreefamilie (Alismataceae). Het geslacht telt een soort die voorkomt in Europa, van West-Europa tot in Moldavië.

## Soorten
- Luronium natans (L.) Raf. - Drijvende waterweegbree

Albidella · 
Alisma (Waterweegbree) · 
Baldellia · 
Burnatia · 
Caldesia · 
Damasonium · 
Echinodorus · 
Limnophyton · 
Luronium · 
Ranalisma · 
Sagittaria · 
Wiesneria